# Resolució 1881 del Consell de Seguretat de les Nacions Unides
La Resolució 1881 del Consell de Seguretat de les Nacions Unides fou adoptada per unanimitat el 30 de juliol de 2009. El Consell va aprovar estendre el mandat de l'Operació Híbrida de la Unió Africana i les Nacions Unides al Darfur (UNAMID) durant un any fins al 31 de juliol de 2010.
El Consell també va demanar a totes les parts les parts en el conflicte a la província sudanesa del Darfur la cessació immediata de les hostilitats, inclosos els atacs a civils, personal de l'ONU i personal humanitari i, que totes elles es comprometin a un alto el foc sostingut i permanent. El Consell també va reiterar que no es podia solucionar militarment el conflicte del Darfur i que era essencial per restablir la pau un acord polític inclusiu. També va declarar que els atacs i amenaces a la UNAMID eren inacceptables. També va instar la col·laboració del govern del Sudan en el Status of Forces Agreement assolit en 2008 amb la UNAMID pel que fa als visats per al personal i l'autorització de vols.
El Consell va reiterar que no pot haver-hi una solució militar al conflicte a Darfur, i que "un acord polític inclusiu i el desplegament reeixit de la UNAMID són essencials per restablir la pau". Els atacs o les amenaces contra la UNAMID eren inacceptables, va afegir, reiterant la seva condemna dels anteriors atacs dels grups armats i exigint que no es tornin a produir aquests atacs. També va demanar al Secretari General de les Nacions Unides la presentació d'un pla de treball estratègic amb punts de referència i recomanacions sobre el mandat i la configuració de l'UNAMID.